# 苊
苊也常作苊烯，又称萘并乙烯、1,8-亚乙基萘。是一种含有萘环并通过乙烯桥连萘环1位和8位的多环芳烃类有机化合物。它是煤焦油的成分之一，通过氢化还原分子中的乙烯结构能得到苊。不同于其他大多数多环芳烃化合物，苊烯不发出荧光。

## 化学性质及反应
苊分子五元环上的烯烃双键虽然处于环内且与萘环共轭但性质较为活泼，所以涉及苊烯的化学反应主要发生在苊五元环上的烯烃双键上。苊能被一些烷基金属试剂或碱金属比如单质锂反应，发生去质子化形成苊负离子，能发生溴代、卤素或水的加成反应、环氧化反应、氮杂环丙烷化、氢甲酰化反应、Heck反应、碳碳双键的氧化断裂、还原、硝化、双羟基化、D-A反应、[2+2]环加成、1,3-偶极环加成反应、硼烷对苊的加成、与芳基酰氯的脱羰基偶联等多种反应。
1-溴苊可由苊先经三溴化吡啶鎓的加成，后在碱存在下发生消除反应制得。